# Lac de Chivor
Le lac de Chivor, ou lac La Esmeralda, est un lac de barrage situé dans le département de Boyacá, en Colombie. Il résulte de la construction du barrage de La Esmeralda.  

## Géographie
Le lac de Chivor est situé à 85 km au nord-est de la ville de Bogota et à 60 km au sud de Tunja. Il est bordé par les municipalités de Chivor, Santa María, Macanal, Almeida, Somondoco, Sutatenza, Tenza, Pachavita et Garagoa. 
Il a un volume de 758 millions de m3, pour une superficie de 12,6 km2.